# 李琮 (经济学家)
李琮（1928年1月—），河北丰润人，中国社会科学院世界政治与经济研究所研究员，中国社会科学院荣誉学部委员。1950年毕业于清华大学电机工程系。